# Kevin Wimmer
Kevin Wimmer (* 15. November 1992 in Wels) ist ein österreichischer Fußballspieler.

## Karriere

### Verein
Kevin Wimmer begann beim FC Edt in Edt bei Lambach mit dem Fußballspielen im Verein. Als Zehnjähriger von einem Trainer des LASK entdeckt, wechselte er zur Fußballakademie des LASK. Beim FC Edt noch als Stürmer spielend, war Wimmer bei der Akademie zunächst Mittelfeldspieler und wurde schließlich zum Verteidiger umfunktioniert. Mit der Fußballakademie spielte er zuletzt 2009/10 in der U-19-Jugendliga. Ab 2010 gehörte er den LASK Juniors an, mit denen er 2010/11 die Meisterschaft in der Regionalliga Mitte gewann. Im Februar 2011 unterschrieb er einen Profivertrag und gab am 29. Juli 2011 sein Debüt in der Ersten Liga, der zweithöchsten Spielklasse Österreichs. In der Folge etablierte er sich als Stammspieler in der ersten Mannschaft. Dort kam er als Innenverteidiger und als linker Außenverteidiger zum Einsatz.
Nach der Saison 2011/12 wechselte er vom damals lizenzlosen Absteiger LASK ablösefrei zum deutschen Absteiger aus der Bundesliga 1. FC Köln. Der LASK erhielt allerdings eine Ausbildungsentschädigung von 200.000 Euro. Am 21. April 2014 stieg er mit dem 1. FC Köln in die Fußball-Bundesliga auf.
Zur Saison 2015/16 wechselte Wimmer zum englischen Erstligisten Tottenham Hotspur.
Im August 2017 schloss sich Wimmer Tottenhams Ligakonkurrenten Stoke City an. Für den Transfer überwies Stoke 18 Mio. Pfund an die Londoner. Bei den Potters unterschrieb Wimmer einen Fünf-Jahres-Vertrag. Beim Erstligaabstieg von Stoke spielte er nur eine untergeordnete Rolle, im Saisonverlauf kam er letztmals im Januar 2018 zum Einsatz.
Zur Saison 2018/19 schloss sich Wimmer auf Leihbasis dem Bundesligisten Hannover 96 an, der Verein besaß zudem eine Kaufoption. Wimmer kam unter den Cheftrainern André Breitenreiter und Thomas Doll zu 22 Bundesligaeinsätzen und stieg mit dem Verein in die 2. Bundesliga ab. Er verließ Hannover 96 am Saisonende mit seinem Vertragsende.
Zur Sommervorbereitung kehrte Wimmer nicht zu Stoke City zurück, sondern hielt sich im Trainingslager des 1. FC Köln fit. Im August 2019 wechselte er leihweise nach Belgien zu Royal Excel Mouscron. Für Mouscron kam er bis zum Saisonabbruch infolge der COVID-19-Pandemie zu 17 von 23 möglichen Einsätzen in der Division 1A sowie einem Pokalspiel. Nach dem Ende der Leihe kehrte er zu Stoke zurück. Dort spielte er jedoch keine Rolle mehr und gehörte nicht einmal dem Spieltagsaufgebot an. Daraufhin wurde er im Februar 2021 ein drittes Mal verliehen, diesmal an den deutschen Zweitligisten Karlsruher SC. Für Karlsruhe kam er während der Leihe zu zehn Zweitligaeinsätzen.
Nach dem Ende der Leihe kehrte Wimmer zur Saison 2021/22 nicht nach England zurück, sondern wechselte zurück nach Österreich zum Bundesligisten SK Rapid Wien, bei dem er einen bis Juni 2023 laufenden Vertrag erhielt. Sein Debüt in der Bundesliga gab er am 24. Juli 2021 bei einem Spiel gegen den TSV Hartberg, welches die Steirer mit 2:0 für sich entscheiden konnten. Insgesamt kam er zu 28 Bundesligaeinsätzen für Rapid. Nach der Saison 2022/23 verließ er die Wiener und wechselte in die Slowakei zum ŠK Slovan Bratislava.

### Nationalmannschaft
Wimmer war 2010 zweimal für die U-18-Nationalmannschaft aktiv und wurde später auch für den Kader der U-21-Mannschaft berufen. In der A-Nationalmannschaft kam er am 19. November 2013 beim Freundschaftsspiel gegen die USA unter Teamchef Marcel Koller erstmals zum Einsatz.
Bei der Fußball-Europameisterschaft 2016 in Frankreich wurde er in das Aufgebot Österreichs aufgenommen. Im zweiten Spiel des Turniers gegen Portugal wurde er beim Stand von 0:0 in den Schlussminuten eingewechselt. Es blieb sein einziger Einsatz. Nach der Gruppenphase schied das Team mit nur einem Punkt aus.
Bei den Qualifikationsspielen zur Weltmeisterschaft 2018 wurde er in den ersten Spielen eingesetzt. In den letzten Spielen gehörte er nicht zum Kader. Österreich erreichte am Schluss nur Platz 4 der Qualifikationsgruppe und qualifizierte sich daher nicht für das Turnier. Seitdem stand Wimmer nur bei einem Freundschaftsspiel am 16. Oktober 2018 gegen Dänemark eine Halbzeit auf dem Platz.

## Sonstiges
Kevin Wimmers Vater Wolfgang war ebenfalls Fußballspieler.

## Titel und Erfolge
- Zweitliga-Meister und Aufstieg in die deutsche Bundesliga: 2014